# Hybanthus brevis
Hybanthus brevis är en violväxtart som först beskrevs av Dowell, och fick sitt nu gällande namn av Paul Carpenter Standley. Hybanthus brevis ingår i släktet Hybanthus och familjen violväxter. Inga underarter finns listade i Catalogue of Life.